# مجتبی خسروتاج
مجتبی خسروتاج (زاده ۱۸ آبان ۱۳۳۱ سبزوار) اقتصاددان، سیاست‌مدار و مدیر اجرایی ایرانی است، که در دولت‌های سوم و چهارم، هفتم و هشتم، یازدهم و دوازدهم در جایگاه معاون وزیر بازرگانی و صمت فعالیت کرده‌است.
وی دانش‌آموخته کارشناسی مدیریت اقتصادی از مدرسه عالی ریاضیات و مدیریت اقتصادی کرج و کارشناسی ارشد مدیریت از دانشگاه صنعت نفت است. خسروتاج فعالیت شغلی خود را از سال ۱۳۵۹ در وزارت بازرگانی آغاز کرد و در فاصله سالهای ۱۳۶۰ تا ۱۳۶۸ معاون تجارت خارجی وزیر بازرگانی بود و در سال آخر فعالیت دولت میرحسین موسوی، برای مدتی نیز سرپرستی وزارت بازرگانی را برعهده داشت. او در فاصله سالهای ۱۳۶۹ تا ۱۳۷۶ از اعضای هیئت مدیره شرکت ملی صنایع پتروشیمی ایران و مدیرعامل شرکت بازرگانی پتروشیمی بود. در دولت‌های هفتم و هشتم از ۱۳۷۶ تا ۱۳۸۴ به‌عنوان معاون توسعه روابط اقتصادی وزیر بازرگانی فعالیت می‌کرد. در دولت یازدهم از ۱۳۹۲ تا ۱۳۹۵ معاون توسعه بازرگانی داخلی و قائم‌مقام وزیر صنعت، معدن و تجارت بود و از ۱۳۹۵ تا ۱۳۹۷ نیز به‌عنوان معاون صادرات وزیر صمت فعالیت می‌کرد.

## زندگی‌نامه
مجتبی خسروتاج مدرک تحصیلی لیسانس خود را در رشته مدیریت اقتصادی قبل از وقوع انقلاب و در سال ۱۳۵۳ از مدرسه عالی ریاضیات و مدیریت اقتصادی کرج دریافت کرده و پس از انقلاب در دانشگاه صنعت نفت نیز در رشته فوق لیسانس مدیریت، تحصیلات خود را کامل نمود. وی قبل از انقلاب نیز برای ادامه تحصیلات در مقطع فوق لیسانس، به خارج از کشور سفر نمود و در طول دوره تحصیل نیز عضو فعال اتحادیه انجمن‌های اسلامی دانشجویان آمریکا و اروپا بود.

## سوابق
پس از وقوع انقلاب ۱۳۵۷ در ایران، خسروتاج در سال ۱۳۵۹ به‌عنوان مدیرعامل و رئیس هیئت مدیره شرکت تهیه و توزیع مواد پلاستیکی، که از شرکت‌های دولتی زیرمجموعه وزارت بازرگانی بود، منصوب گردید و تا سال ۱۳۶۰ در این جایگاه فعالیت نمود. وی در فاصله سال‌های ۱۳۶۰ تا ۱۳۶۸ ابتدا مدیریت بازرگانی خارجی شرکت بازرگانی دولتی ایران، سپس معاونت تجارت خارجی وزارت بازرگانی را برعهده داشت. وی در سال ۱۳۶۸ در دولت میرحسین موسوی، برای مدت کوتاهی تا پایان فعالیت کابینه، سرپرستی وزارت بازرگانی را برعهده داشت. او در فاصله سالهای ۱۳۶۹ تا ۱۳۷۶ از اعضای هیئت مدیره شرکت ملی صنایع پتروشیمی ایران و مدیرعامل شرکت بازرگانی پتروشیمی بود. وی از ۱۳۷۶ تا ۱۳۸۴ در دولت‌های هفتم و هشتم معاون توسعه روابط اقتصادی وزیر بازرگانی بود.

## معاون وزیر بازرگانی
مجتبی خسروتاج در سال ۱۳۷۶ از سوی وزیر بازرگانی وقت (محمد شریعتمداری) به‌عنوان معاون توسعه روابط اقتصادی وزیر بازرگانی و رئیس مرکز توسعه صادرات ایران منصوب شد و تا سال ۱۳۸۴ در این جایگاه فعالیت نمود. این مرکز در سال ۱۳۸۲ با مراکز تهیه و توزیع کالا ادغام گردید، که در پی آن سازمان توسعه تجارت ایران تشکیل شد و خسروتاج برای مدت ۲ سال نیز ریاست این سازمان را برعهده داشت. وی همچنین در دولت‌های هفتم و هشتم، نایب‌رئیس اتاق بازرگانی، صنایع و معادن ایران، عضو هیئت نمایندگان اتاق بازرگانی تهران، از اعضای هیئت مدیره صندوق ضمانت صادرات ایران و نیز رئیس هیئت مدیره دفاتر بازرگانی خارجی بود.

## قائم‌مقام وزیر صمت
در زمستان ۱۳۹۲ در دولت یازدهم، خسروتاج به‌عنوان معاون توسعه بازرگانی داخلی و نیز قائم‌مقام وزیر صنعت، معدن و تجارت (محمدرضا نعمت‌زاده) در امور بازرگانی منصوب گردید.

## معاون صادرات وزیر صمت
در شهریور ۱۳۹۵ پس از استعفای ولی‌الله افخمی‌راد از ریاست سازمان توسعه تجارت ایران، مجتبی خسروتاج که پیش از این در سمت معاونت بازرگانی این وزارتخانه مشغول به کار بود، به عنوان رئیس سازمان توسعه تجارت ایران و معاون صادرات وزیر صنعت، معدن و تجارت منصوب شد. در پی تصویب قانون منع بکارگیری بازنشستگان در ایران، وی در آبان‌ماه ۱۳۹۷ از ریاست سازمان توسعه تجارت و نیز معاونت وزیر صمت استعفاء داد.

## نشان لیاقت

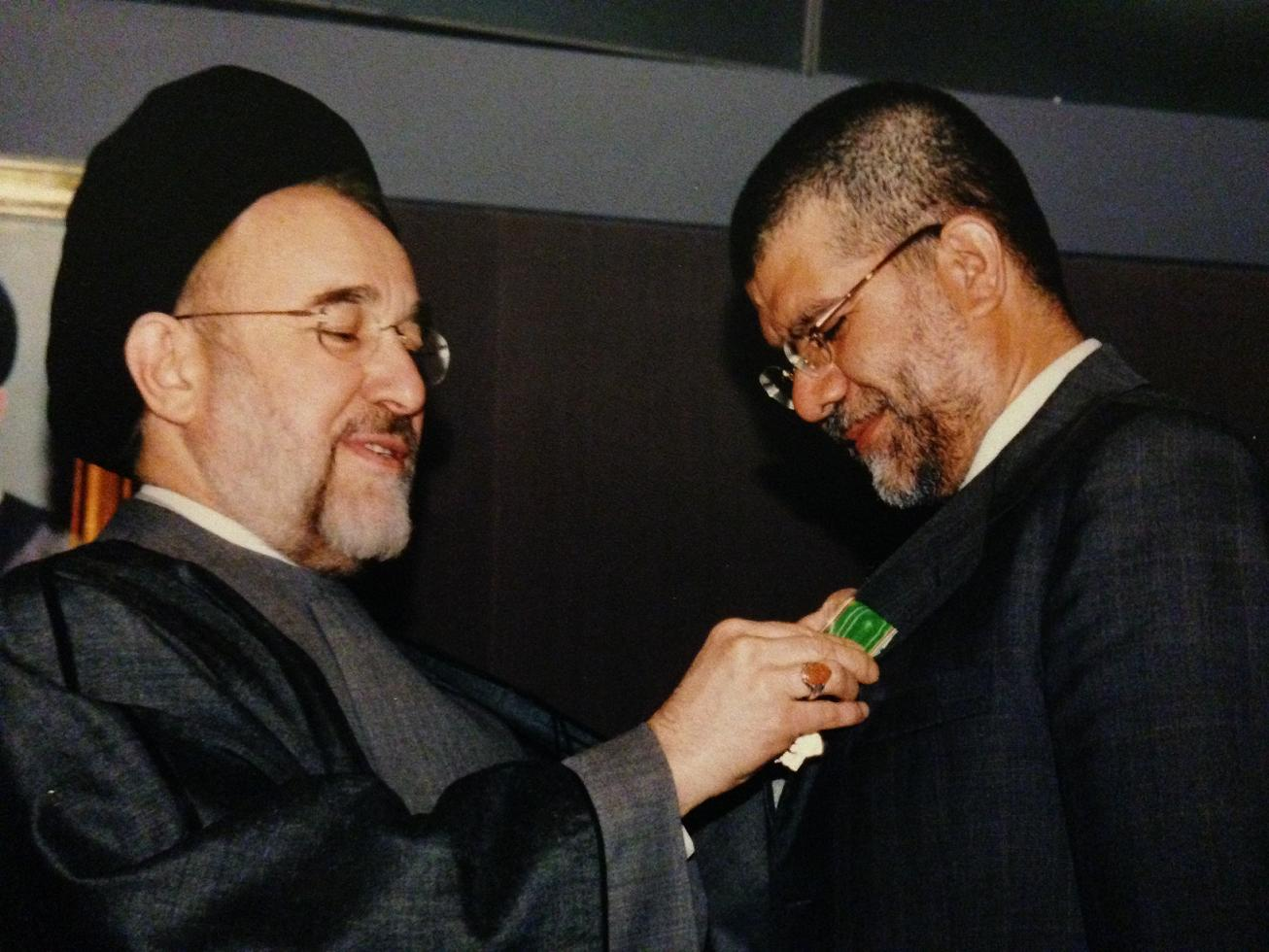
خسروتاج در حال دریافت نشان لیاقت و مدیریت از سیدمحمد خاتمی

در تابستان ۱۳۸۲ بنا به پیشنهاد وزیر بازرگانی وقت و تصویب دولت هشتم، خسروتاج در جایگاه معاون وزیر بازرگانی، از سیدمحمد خاتمی؛ رئیس‌جمهور وقت، نشان لیاقت و مدیریت دریافت نمود.